# Кип (село)
Кип — село в Тевризском районе Омской области России. Административный центр Кипского сельского поселения.

## История
Основано в 1803 году. В 1928 года состояло из 120 хозяйств, основное население — русские. Центр Кипского сельсовета Тевризского района Тарского округа Сибирского края.

## Население
| 1926 | 2010 |
| ---- | ---- |
| 594  | ↘397 |